# Phyllopodium collinum
Phyllopodium collinum är en flenörtsväxtart som först beskrevs av William Philip Hiern, och fick sitt nu gällande namn av O.M. Hilliard. Phyllopodium collinum ingår i släktet Phyllopodium och familjen flenörtsväxter. Inga underarter finns listade i Catalogue of Life.